# Wydawnictwo Archidiecezji Lubelskiej „Gaudium”
Wydawnictwo Archidiecezji Lubelskiej „Gaudium” – polskie wydawnictwo ustanowione 15 grudnia 1976 dekretem bp. Bolesława Pylaka pod nazwą Lubelskie Wydawnictwo Diecezjalne. Pierwszym dyrektorem został ks. Władysław Zakrzewski. Przyjęto dewizę brzmiącą: „W służbie słowa”.
Wydawnictwo "Gaudium" zajmuje się wydawaniem i dystrybucją publikacji o charakterze religijnym, m.in. książek o duchowości chrześcijańskiej, podręczników do nauki religii oraz pomocy katechetycznych. Posiada własną drukarnię z doskonale wyposażonym studiem DTP, pracownią CTP, maszynami do druku cyfrowego i offsetowego oraz pełną introligatornię.
Wydawnictwo stara się uczestniczyć w przekazywaniu wiary i wiedzy. Wydaje także pozycje z pogranicza religii i sztuki, podręczniki szkolne i akademickie, a także książki o Lubelszczyźnie i Lublinie np.: Lublin - Przewodnik (wersja polska oraz wersja anglojęzyczna). Współpracuje ze znanymi autorami tekstów i przekładów, środowiskami artystycznymi oraz z uczelniami wyższymi o różnym profilu.
Wydawnictwo jest mecenasem kultury i uczestniczy w życiu społecznym regionu poprzez udział w spotkaniach teatralnych, konkursach literackich, festynach, piknikach rodzinnych i festiwalach. Gaudium wspiera różne akcje charytatywne, jest sponsorem sympozjów, konferencji i sesji naukowych. W ramach nowatorskich programów promujących książki organizuje m.in. wystawy, spotkania autorskie, koncerty i spektakle.

## Nagrody i wyróżnienia
- Wyróżnienie Stowarzyszenia Wydawców Katolickich Feniks 2021 w kategorii edytorstwo za książkę Trzy Poematy oraz w kategorii świadectwo za książkę Ze Sobą. Świadectwa małżonków o swoim powołaniu[3].
- Wyróżnienie Stowarzyszenia Wydawców Katolickich Feniks 2019 w kategorii tłumacz za książkę Tajemnica Psałterza. Jak dawni mnisi modlili się psalmami[4].
- Nagroda Stowarzyszenia Wydawców Katolickich Feniks 2018 w kategorii literackiej za książkę Biblia Aramejska. Targum Neofiti 1. Księga Wyjścia[5]
- Wyróżnienie Stowarzyszenia Wydawców Katolickich Feniks 2018 w kategorii duchowość za książkę Kocham dzieło Ducha Świętego. Spotkania z Katechizmem Kościoła Katolickiego[5]
- Wawrzyn Pawła Konrada Lublin 2016 w kategorii Lublin – wydawnictwo albumowe za Archikatedra Lubelska[6]
- Nagroda Stowarzyszenia Wydawców Katolickich Feniks 2015 w kategorii literackiej za książkę Biblia Aramejska. Targum Neofiti 1. Księga Rodzaju
- Wyróżnienie LUBSACRO 2015 w kategorii Produkt Roku za książki Biblia Aramejska wersja naukowa i wersja popularna
- Nagroda Stowarzyszenia Wydawców Katolickich Feniks 2007 w kategorii albumy za Apostoł w podróży służbowej. Prywatna historia sztuki Zbigniewa Herberta
- Wyróżnienie Stowarzyszenia Wydawców Katolickich Feniks 2007 w kategorii seria wydawnicza za serię Biblioteka Pana Cogito
- Wawrzyn Pawła Konrada Lublin 2007 w kategorii albumy za Jan Paweł II w Lublinie
- Nagroda Stowarzyszenia Konserwatorów Zabytków Książka Roku 2005 za książkę Skarby Archidiecezji Lubelskiej
- Wyróżnienie Stowarzyszenia Wydawców Katolickich Feniks 2005 w kategorii albumów i edytorstwa za album Skarby Archidiecezji Lubelskiej
- Wyróżnienie Redakcji Magazynu Literackiego Książki 2005 za książkę miesiąca Skarby Archidiecezji Lubelskiej
- I Nagroda Medal Prezydenta Miasta Lublin za książkę Myśli. Wyznania. Refleksje w Konkursie na Najpiękniej Wydaną Książkę w Lublinie w 2001 roku

## Kalendarium
- 2016 – zakupiono kolejne maszyny do: foliowania okładek i oprawy twardej.
- 18 kwietnia 2015 – Wydawnictwo Gaudium otrzymuje nagrodę Stowarzyszenia Wydawców Katolickich – Feniks w kategorii literackiej za tom Targum Neofiti 1. Księga Rodzaju, który zapoczątkował edycję nowej serii wydawniczej Biblia Aramejska.
- 2014–2015 – zakupiono nowe maszyny, m.in. do: druku cyfrowego, falcowania, naświetlania płyt drukarskich.
- 2013–2015 – przeprowadzono wiele remontów, m.in. w działach redakcji i DTP oraz w księgarni.
- 5 czerwca 2013 – Wydawnictwo otrzymuje relikwie bł. ks. Ignacego Kłopotowskiego, patrona prasy i wydawnictw katolickich.
- 14 kwietnia 2007 – Wydawnictwo otrzymuje nagrodę Stowarzyszenia Wydawców Katolickich – Feniks w kategorii album za publikację Apostoł w podróży służbowej. Prywatna historia sztuki Zbigniewa Herberta oraz wyróżnienie za serię Biblioteka Pana Cogito, poświęconą twórczości Zbigniewa Herberta.
- 15 grudnia 2005 – album Skarby Archidiecezji Lubelskiej ogłoszono Książką Roku Stowarzyszenia Konserwatorów Zabytków.
- 27 lutego 2002 – Wydawnictwo otrzymuje Medal Prezydenta Miasta Lublina w Konkursie na Najpiękniej Wydaną Książkę za publikację Kardynał Stefan Wyszyński. Myśli, wyznania, refleksje.
- 2001–2006 – zakupiono kolejne maszyny poligraficzne, m.in. do: druku offsetowego czterokolorowego i oprawy broszurowej.
- 2 lutego 1999 – Wydawnictwo dotychczas funkcjonujące pod nazwą Lubelskie Wydawnictwo Diecezjalne rozpoczyna nowy etap swej działalności pod zmienioną nazwą – Wydawnictwo Archidiecezji Lubelskiej.
- 26 października 1995 – poświęcenie nowej siedziby Wydawnictwa przy ul. Ogrodowej 12 w Lublinie. Budynkowi nadano nazwę Dom Sługi Bożego Władysława Gorala.
- 1991–1995 – trwa budowa nowego obiektu przeznaczonego na wydawnictwo i drukarnię.
- 1986–1989 – sukcesywnie pozyskiwano kolejne maszyny, m.in. do: druku offsetowego dwukolorowego, falcowania, oprawy miękkiej.
- 12 października 1980 – uroczyste poświęcenie drukarni przez bp. Ryszarda Karpińskiego.
- 1980 – sprowadzono maszyny: powielacz offsetowy, maszynę do szycia nićmi, prasę do złocenia, maszynę do perforowania i bigowania.
- 1979 – Wydawnictwo otrzymuje zezwolenie na prowadzenie działalności poligraficznej na zasadach tzw. małej poligrafii.
- 1977 – Wydawnictwo rozpoczyna działalność w wyremontowanej sali w podpiwniczeniu Kurii Biskupiej w Lublinie.